# Georgi Hristakiev
Georgi Hristakiev (en búlgaro: Георги Христакиев; Stara Zagora, 28 de junio de 1944-4 de abril de 2016) fue un futbolista búlgaro que jugaba en la demarcación de defensa.

## Selección nacional
Jugó un total de catorce partidos con la selección de fútbol de Bulgaria. Debutó el 22 de marzo de 1967 en un partido amistoso celebrado en el Estadio Qemal Stafa contra Albania, encuentro que finalizó con un resultado favorable por 2-0 al combinado búlgaro. Hristakiev representó a su país en los Juegos Olímpicos de México 1968, donde ganó todos los encuentros disputados hasta llegar a la final del torneo. En la misma perdió contra Hungría tras un marcador de 4-1 para el conjunto húngaro, ganando así Hristakiev la medalla de plata. Su último encuentro con la selección lo jugó el 14 de abril de 1971 contra Brasil, perdiendo por 1-0 tras un gol de Jairzinho en el minuto 85.

### Participaciones en Juegos Olímpicos
| Juegos Olímpicos                | Sede   | Resultado | Partidos | Goles |
| ------------------------------- | ------ | --------- | -------- | ----- |
| Juegos Olímpicos de México 1968 | México | Finalista | 6        | 1     |

### Goles internacionales
| # | Fecha                 | Estadio                    | Oponente | Gol | Resultado | Competición              |
| - | --------------------- | -------------------------- | -------- | --- | --------- | ------------------------ |
| 1 | 20 de octubre de 1968 | Estadio León, León, México | Israel   | 1–0 | 1–1       | Juegos Olímpicos de 1968 |

## Clubes
| Club                   | País     | Año         |
| ---------------------- | -------- | ----------- |
| PFC Beroe Stara Zagora | Bulgaria | 1962 - 1963 |
| FC Chepinets Velingrad | Bulgaria | 1963 - 1964 |
| FC Spartak Plovdiv     | Bulgaria | 1964 - 1965 |
| Lokomotiv Sofia        | Bulgaria | 1965 - 1969 |
| PFC Slavia Sofia       | Bulgaria | 1969 - 1970 |
| Lokomotiv Plovdiv      | Bulgaria | 1970 - 1971 |
| Lokomotiv Sofia        | Bulgaria | 1971 - 1975 |